# Phaeochrous gigas
Phaeochrous gigas là một loài bọ cánh cứng trong họ Hybosoridae. Loài này được Schouteden miêu tả khoa học năm 1918.